# Faughnia
Faughnia is een geslacht van kreeftachtigen uit de klasse van de Malacostraca (Hogere kreeftachtigen).

## Soorten
- Faughnia formosae Manning & Chan, 1997
- Faughnia haani (Holthuis, 1959)
- Faughnia profunda Manning & Makarov, 1978
- Faughnia serenei Moosa, 1982